# Monumento funebre a Gaetano Donizetti
Il monumento funebre a Gaetano Donizetti è una imponente opera marmorea realizzata dallo scultore svizzero-italiano Vincenzo Vela (1820-1891) tra il 1852 e il 1855. È posto all'interno della basilica di Santa Maria Maggiore di Bergamo e dal 1875 accoglie i resti del musicista bergamasco Gaetano Donizetti.

## Storia e descrizione
Il monumento venne concepito come cenotafio in memoria dell'illustre musicista orobico - morto in città nel 1848 e allora sepolto a Valtesse - e commissionato al celebre scultore Vincenzo Vela, apprezzato artista già spesso attivo nella realizzazione di monumenti funebri. La commissione fu intrapresa dai fratelli del musicista, Giuseppe e Francesco, tramite il conte Andrea Maffei che nell'agosto del 1852 informava il Vela della scelta caduta su uno dei due bozzetti che lo scultore aveva presentato alla famiglia del Donizetti. Ottenuta l'approvazione del bozzetto il Vela si mise all'opera e il monumento venne solennemente inaugurato il 16 giugno 1855, a sette anni dalla scomparsa del grande musicista. In origine il cenotafio, i cui bozzetti e disegni preparatori vari sono custoditi presso il Museo Vela di Mendrisio (Svizzera italiana), era collocato in una posizione diversa da quella attuale e cioè esattamente di fronte al monumento funebre in memoria del maestro di Donizetti, il compositore tedesco Simone Mayr.
Il monumento, alto tre metri, è realizzato in marmo bianco e marmo grigio scolpiti: alla sommità si trova una esile figura femminile piangente coronata di stelle e ripiegata su una lira, Armonia dolente; nella parte mediana una tastiera scolpita e il ritratto di Gaetano Donizetti compreso in una grande medaglia; in basso, sulla fronte del sarcofago, una lastra scolpita raffigurante sette putti musicanti in atteggiamento dolente, raffiguranti le sette note musicali; in basso, sul basamento, l'iscrizione dedicatoria che recita:
Il monumento, inizialmente concepito alla memoria di Donizetti, ospitò le spoglie del musicista solo nell'anno 1875, allorché, dopo alterne vicende, i resti del compositore vi vennero traslati mancanti della calotta cranica che era stata sottratta dopo la morte e che era stata conservata presso la Biblioteca Angelo Mai e successivamente nel Museo donizettiano. La calotta cranica fu riunita ai resti del Donizetti solo nel 1951.